# Општина Корбаска (Бакау)
Корбаска (рум. Corbasca) општина је у Румунији у округу Бакау.
Општина се налази на надморској висини од 187 m.